# イシュトヴァーン3世 (ハンガリー王)
イシュトヴァーン3世（III. István, 1147年 - 1172年3月4日）は、ハンガリー王国アールパード王朝の国王（在位：1162年 - 1172年）。ゲーザ2世の長男。母親はキエフ大公ムスチスラフ1世の娘エフロシニア。

## 生涯
彼は早くに父より後継者使命を受け、10代で即位したが王座は盤石でなかった。父の弟たち、ラースロー（ラースロー2世）とイシュトヴァーン（イシュトヴァーン4世）が、東ローマ帝国皇帝マヌエル1世コムネノスの庇護を受けてコンスタンティノープルで生きていたからである。
1162年にイシュトヴァーン3世はエステルゴム大司教ルカスの手で王冠を受けた。しかしまもなくして、マヌエル1世軍がハンガリーへ侵攻。男系年長者相続制を支持する貴族らがラースロー支持に回ったことから、彼はポゾニー（現在のブラチスラヴァ）へ落ち延びた。
イシュトヴァーン3世はルカスの元で宮廷を持つに過ぎなかった。僭称者ラースロー2世の戴冠を遅らせたルカスは逮捕された。1163年にラースローが急死すると、次の王にイシュトヴァーン4世が推された。新王は妥協することなく東ローマ帝国の要求に従ったため、ハンガリー貴族の間に不満が広がった。不満を抱いた族長ツザークらが反乱を起こすが、ほどなく鎮圧されてしまう。
同じ頃、イシュトヴァーン3世は神聖ローマ皇帝フリードリヒ1世の援軍を受けて、1163年9月にセーケシュフェヘールヴァールで叔父イシュトヴァーン4世軍を撃破し彼を逮捕した。彼は王位を取り戻すが、大司教ルカスの忠言に従い叔父を釈放。イシュトヴァーン4世は東ローマ帝国へ亡命した。
マヌエル1世コムネノスは、ハンガリーをまだあきらめていなかった。彼はハンガリー南部へ兵を進めた。しかし、イシュトヴァーン3世は皇帝軍の撃退に成功し、和睦を結んだ。
1164年、再びマヌエル1世コムネノスは、ハンガリー王弟ベーラ公（のちのベーラ3世）が所有するクロアチアとダルマチアを狙い、遠征軍を派遣した。ボヘミア王ヴラディスラフ1世、オーストリア公ハインリヒ2世、ハリイチ公ヤロスラフ1世の援軍を得たイシュトヴァーンは皇帝軍を迎え撃った。ボヘミア王の仲介でイシュトヴァーン3世は皇帝と和睦を結び、セレームゼーグ（シルミア）を東ローマへ譲った。
1165年初頭、セレームゼーグを再征服しポゾニー要塞を獲得したイシュトヴァーン3世だったが、マヌエル1世はすぐにこれらを奪還し、ボスニア、クロアチア、ダルマチアをも征服してしまった。1166年、イシュトヴァーンはこれら失われた領土を再征服すべく遠征するが、失敗に終わった。
1168年、オーストリア公ハインリヒ2世の娘アグネスと結婚。義父となったハインリヒ2世軍の援軍は、ジモニー近郊で敗退する。
イシュトヴァーン3世は、教会の所有する財産を使うことで東ローマ帝国との戦争を続行した。これが原因となって大司教ルカスと対立し、彼は教会法で懲罰された。また、彼はテンプル騎士団に対し、ハンガリー国内に領土を授けた。
1172年、聖地へ巡礼に向かう途上のハインリヒ2世と会っていた頃、突然イシュトヴァーン3世は病となり急死した。遺体はエステルゴムに埋葬された。